# Patella ulyssiponensis
Patella ulyssiponensis é uma espécie de molusco pertencente à família Patellidae.
A autoridade científica da espécie é Gmelin, tendo sido descrita no ano de 1791.

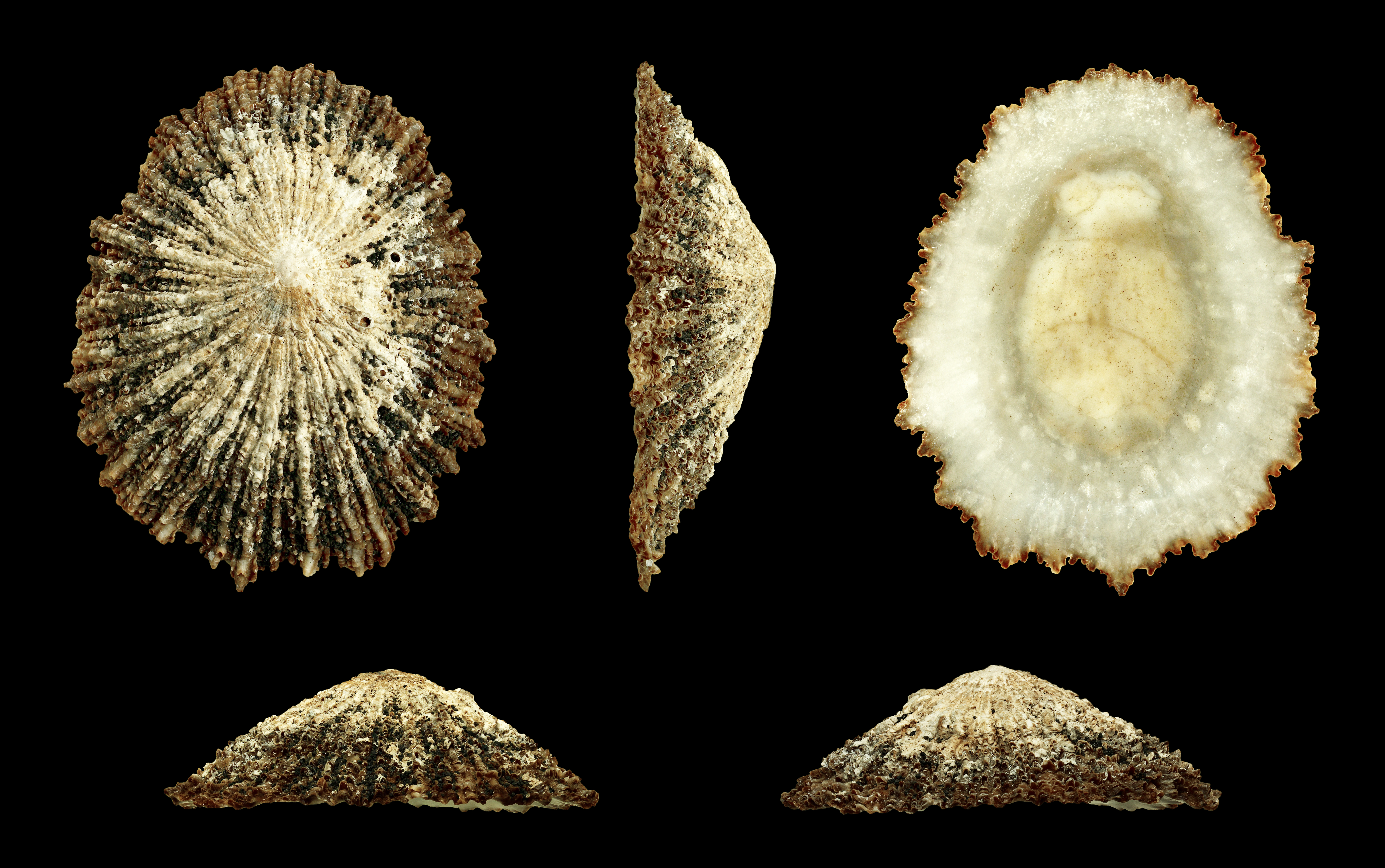
Patella ulyssiponensis f. tenerifeae
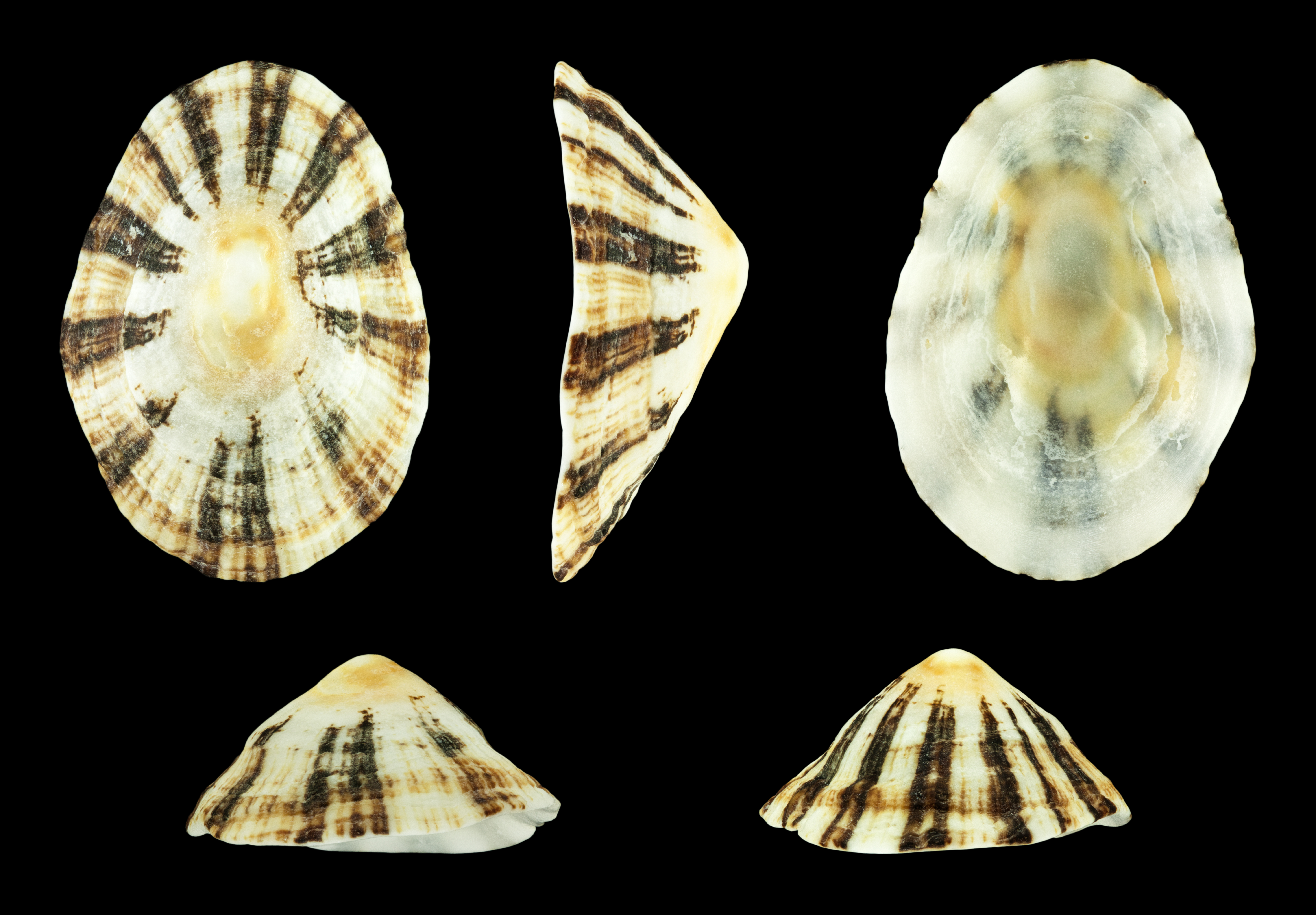
Patella ulyssiponensis f. athletica

Trata-se de uma espécie presente no território português, incluindo a zona económica exclusiva.